# آدم شاند
آدم شاند (بالإنجليزية: Adam Shand)‏ هو كاتب وصحفي أسترالي، ولد في 13 أغسطس 1962 في ملبورن في أستراليا.